# Квителашвили, Морис Михайлович
Морис Михайлович Квителашвили (груз. მორის მიხეილის ძე ყვითელაშვილი, родился 17 марта 1995 года, Москва, Россия) — грузинский, ранее российский фигурист, выступавший в одиночном катании. Бронзовый призёр чемпионата Европы (2020). Победитель этапа Гран-при Rostelecom Cup (2021). Победитель Кубка России среди взрослых (2014).
С 2016 года фигурист выступает за Грузию (ранее выступал за Россию).
Морис Квителашвили — первый грузинский фигурист-одиночник, которому удалось завоевать медаль на чемпионатах ИСУ.

## Карьера

### В России
Морис Квителашвили родился в 1995 году в Москве. Фигурным катанием занимается с пяти лет. В 2013 году Морис дебютировал на юниорских этапах Гран-при. Его выступления прошли на двух этапах, в финал юниорского Гран-при он не попал даже запасным. В конце года в Италии проходила зимняя Универсиада, там Квителашвили стал пятым. На дебютном для себя российском чемпионате он выступил неудачно, однако в феврале 2014 года Морис выиграл Кубок России.
На следующий год выступал только во взрослых соревнованиях. Послеолимпийский сезон российский одиночник начал в сентябре на Кубке Ломбардии, где финишировал лишь пятым. В ноябре в Москве прошёл российский этап Гран-при, в последний момент Морис заменил травмированного Михаила Коляду. Так он дебютировал на взрослом турнире Гран-при, на котором занял последнее место. В начале декабря он выступал на хорватском турнире Золотой конёк Загреба 2014, где он отлично откатал произвольную программу, намного превысив свои спортивные достижения в ней и в сумме. В итоге он оказался пятым. Большее разочарование его постигло на российском чемпионате, где он финишировал на 8-м месте. Через месяц с небольшим на зимней Универсиаде выступил также не совсем хорошо, финишировав седьмым.
Новый сезон Морис начал в Саранске, где на международном турнире занял третье место. Был допущен к Кубку Китая в серии Гран-при. Финишировал он там на последнем месте. На национальном чемпионате выступил не совсем удачно, заняв 12-е место.

### В Грузии
Весной 2016 года принял решение перейти под флаг Грузии. Первые соревнования за новую страну он провёл в декабре в Будапеште, где занял первое место на турнире Санта-Клауса. В конце января Морис дебютировал в Остраве на европейском чемпионате и занял шестое место. При этом он улучшил все свои прежние спортивные достижения и завоевал для свой новой родины квоту двух спортсменов на следующий чемпионат. В конце марта он выступил на мировом чемпионате в Хельсинки, где фигуристу удалось занять место во второй десятке. При этом он сумел пройти квалификацию на предстоящую Олимпиаду в Южной Корее и улучшил свои прежние спортивные достижения в сумме и произвольной программе.
В конце октября грузинский фигурист начал новый олимпийский сезон в серии Гран-при на российском этапе, где он улучшил все свои прежние достижения и финишировал в середине таблицы. Через неделю в Минске на турнире серии «Челленджер» ему удалось выступить более удачно, и он финишировал с серебряной медалью. Через месяц в Минске на турнире серии «Челленджер»...?? В середине ноября на французском этапе Гран-при ему удалось финишировать в середине турнирной таблицы. При этом ему удалось улучшить своё прежнее достижение в короткой программе. В начале декабря он принял участие в Золотом коньке Загреба, где он в упорной борьбе финишировал победителем. В середине января 2018 года грузинский фигурист выступал в Москве на континентальном чемпионате, где замкнул дюжину лучших фигуристов Старого Света.
На Олимпийских играх Морис вышел на лед под 11-м стартовым номером и за свою короткую программу получил 76.56 балла, что позволило ему занять 22 место и попасть в число 24 фигуристов, которые продолжили борьбу за медали.
В итоговом протоколе после произвольной программы занял 24-е место.
| Зимние Олимпийские игры 2018 | Зимние Олимпийские игры 2018 | Зимние Олимпийские игры 2018 | Зимние Олимпийские игры 2018 |
| ---------------------------- | ---------------------------- | ---------------------------- | ---------------------------- |
|                              | Баллы                        | Место                        | Ссылка на видео              |
| Короткая программа           | 76,56                        | 22                           |                              |
| Произвольная программа       | 128,01                       | 24                           |                              |
| Всего                        | 204,57                       | 24                           |                              |

После окончания сезона 2022/2023 Федерация фигурного катания Грузии сообщила о завершении Квителашвили спортивной карьеры.

## Программы
| Сезон     | Короткая программа                                                                             | Произвольная программа | Показательные номера                                                 |
| --------- | ---------------------------------------------------------------------------------------------- | --- | -------------------------------------------------------------------- |
| 2022—2023 | - «Way Down We Go» - «Break My Baby» Kaleo хореографы Даниил Глейхенгауз, Алескей Железняков   | - «Элвис»: - «Suspicious Minds» Элвис Пресли - «Trouble» Элвис Пресли в исполнении Остин Батлер - «If I Can Dream» Элвис Пресли - «Tutti Frutti» Литл Ричард в исполнении Les Greene хореографы Даниил Глейхенгауз, Алексей Железняков |                                                                      |
| 2021—2022 | - «Tout l’univers» в исполнении Gjon’s Tears хореографы Даниил Глейхенгауз, Алексей Железняков | - «Fly Me to the Moon» - «My Way» - «Look to Your Heart» в исполнении Фрэнка Синатры хореографы Даниил Глейхенгауз, Алексей Железняков                                                                                                 | - «Friend Like Me» (из мультфильма «Алладин») в исполнении Уилл Смит |
| 2020—2021 | - «Amsterdam» в исполнении Жака Бреля хореограф Даниил Глейхенгауз                             | - «E lucevan le stelle» - «Execution and Finale» (из оперы «Тоска») в исполнении Джакомо Пуччини хореограф Даниил Глейхенгауз | - «Friend Like Me» (из мультфильма «Алладин») в исполнении Уилл Смит |
| 2019—2020 | - «Always Watching You» в исполнении Питера Чинкотти хореограф Даниил Глейхенгауз              | - «Confessa» в исполнении Адриано Челентано хореограф Даниил Глейхенгауз |                                                                      |
| 2018—2019 | - «Bloodstream» в исполнении Tokio Myers хореограф Даниил Глейхенгауз                          | - «Моцарт. Рок-опера» хореограф Даниил Глейхенгауз | - «Radioactive» - «Dream» - «Believer» Imagine Dragons               |
| 2017—2018 | - «Feeling Good» в исполнении Майкла Бублей                                                    | - «Radioactive» - «Dream» - «Believer» Imagine Dragons | - «Katchi» Ник Вотерхаус                                             |
| 2015—2017 | - «I Believe I Can Fly» R. Kelly - «What Is Love» Haddaway                                     | - «Sixteen Tons» в исполнении The Platters - «Hogfat Blues» Стэн Кентон - «I Put A Spell On You» в исполнении Garou |                                                                      |
| 2014—2015 | - «Интервью с вампиром» Эллиот Голденталь                                                      | - «К Элизе» Вольф Хоффманн - «After Dark» Tito & Tarantula - «Blue Jean Blues» ZZ Top - «Looking for a Fox» Дэн Эйкройд, Джон Гудмен, The Blues Brothers                                                                               |                                                                      |
| 2013—2014 | - «Интервью с вампиром» Эллиот Голденталь                                                      | - «Шерлок Холмс» Ханс Циммер |                                                                      |

## Спортивные достижения

### За Грузию
| Соревнование/Сезон                        | 16/17         | 17/18         | 18/19         | 19/20         | 20/21         | 21/22         | 22/23         |
| Международные                             | Международные | Международные | Международные | Международные | Международные | Международные | Международные |
| ----------------------------------------- | ------------- | ------------- | ------------- | ------------- | ------------- | ------------- | ------------- |
| Олимпийские игры — личные соревнования    |               | 24            |               |               |               | 10            |               |
| Олимпийские игры — командные соревнования |               |               |               |               |               | 6             |               |
| Чемпионаты мира                           | 13            | 26            | 13            |               | 14            | 4             | 20            |
| Чемпионаты Европы                         | 6             | 12            | 10            | 3             |               | 6             | 16            |
| Этапы Гран-при: Финляндия                 |               |               |               |               |               |               | 12            |
| Этапы Гран-при: Rostelecom Cup            |               | 5             | 2             | 7             | 2             | 1             |               |
| Этапы Гран-при: Skate America             |               |               | 8             |               |               |               |               |
| Этапы Гран-при: Skate Canada              |               |               |               |               |               | 6             |               |
| Этапы Гран-при: Великобритания            |               |               |               |               |               |               | 8             |
| Этапы Гран-при: Internationaux de France  |               | 6             |               | 4             |               |               |               |
| Ondrej Nepela Trophy                      |               |               | 4             |               |               |               |               |
| Finlandia Trophy                          |               |               | 3             |               |               |               | 2             |
| Lombardia Trophy                          |               |               |               | 4             |               | 3             |               |
| Золотой конёк Загреба                     |               | 1             |               | 2             |               |               |               |
| Все звёзды (Минск)                        |               | 2             |               |               |               |               |               |
| Santa Claus Cup                           | 1             |               |               |               |               |               |               |
| Турнир в Гааге                            | 3             |               |               |               |               |               |               |
| Shanghai Trophy                           |               | 2             |               |               |               |               |               |
| Всемирная зимняя универсиада              |               |               | 3             |               |               |               |               |
| Bosphorus Cup                             |               |               | 1             |               |               |               |               |
| Мемориал Дениса Тена                      |               |               |               | 1             |               |               |               |
| Национальные                              |               |               |               |               |               |               |               |
| Чемпионат Грузии                          |               | 1             |               |               |               |               |               |

### За Россию
| Соревнование                    | 12/13         | 13/14         | 14/15         | 15/16         |
| Международные                   | Международные | Международные | Международные | Международные |
| ------------------------------- | ------------- | ------------- | ------------- | ------------- |
| Этапы Гран-при: Rostelecom Cup  |               |               | 12            |               |
| Этапы Гран-при: Кубок Китая     |               |               |               | 12            |
| Золотой конёк Загреба           |               |               | 5             | 5             |
| Lombardia Trophy                |               |               | 5             |               |
| Мордовские узоры                |               |               |               | 3             |
| Зимняя Универсиада              |               | 5             | 7             |               |
| Международные среди юниоров     |               |               |               |               |
| Юниорский Гран-при: Чехия       |               | 3             |               |               |
| Юниорский Гран-при: Словакия    |               | 4             |               |               |
| Трофей С-РВ                     | 3 (юн.)       |               |               |               |
| Национальные                    |               |               |               |               |
| Чемпионат России                |               | 15            | 8             | 12            |
| Первенство России среди юниоров | 14            | 3             |               |               |
| юн. — юниорский разряд          |               |               |               |               |